# 450-talet

## Händelser
- 450 - Saxare, angler och jutar invaderar Britannien, vilket markerar början på användandet av fornengelska språket (traditionellt datum).
- 451 - Slaget vid Katalauniska fälten mellan den romerske generalen Flavius Aëtius och Visgotiska kungen Theoderik I mot Hunnen Attila.
- 452 - Attila invaderar Italien
- 454 - Gepiderna och hunnerna utkämpar slaget vid Nedao.
- 2 juni 454 - Geiserik leder vandalerna in i Rom och låter plundra staden under två veckor.

## Födda
- 454 eller 455 – Theoderik den store, kung över ostrogoterna.

## Avlidna
- 28 juli 450 – Theodosius II, kejsare av Bysantinska riket.
- 453 – Attila, kung över hunnerna.
- Omkring 455 – Petronius Maximus, kejsare av Västrom.
- 16 mars 455 – Valentinianus III, kejsare av Västrom.
- Omkring 457 – Avitus, kejsare av Västrom.
- Januari 457 – Marcianus, kejsare av Bysantiska riket.